# Liste der Monuments historiques in Blajan
Die Liste der Monuments historiques in Blajan führt die Monuments historiques in der französischen Gemeinde Blajan auf.

## Liste der Bauwerke
| Bezeichnung | Beschreibung                       | Standort | Kennzeichnung | Schutzstatus | Datum | Bild |
| ----------- | ---------------------------------- | -------- | ------------- | ------------ | ----- | ---- |
| Haus        | Erbaut Anfang des 19. Jahrhunderts | (Lage)   | PA00132667    | Inscrit      | 1994  |      |